# Климент XIII
Климент XIII (лат. Clemens PP. XIII; в миру Карло делла Торе Реццонико, итал. Carlo della Torre di Rezzonico; 7 марта 1693[…], Венеция — 2 февраля 1769[…], Рим) — папа римский с 6 июля 1758 года по 2 февраля 1769 года.

## Ранние годы
Карло Реццонико родился в Венеции. Он получил образование у иезуитов в Болонье. Учился в Падуе, работал в Римской курии. Климент XII возвёл его в кардинальское достоинство с титулом церкви Сан-Никола-ин-Карчере, а Бенедикт XIV назначил епископом Падуи.

## Избрание

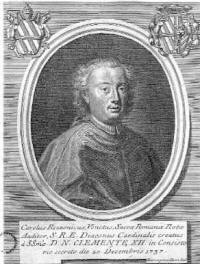
Кардинал Реццонико, между 1737 и 1744 годами

Он был избран папой 6 июля 1758 года. В том же году семья Реццонико отпраздновала брачный союз с могущественной семьёй Саворньян. Как понтифик Карло был известен своим безудержным кумовством.

## Папство
В период понтификата Климента XIII началась борьба против ордена иезуитов, влияние которого при королевских дворах вызывало большие опасения как среди местного духовенства, так и среди главных политических советников многих европейских монархов. Позиция Климента XIII была неуверенной. Он не решался на роспуск ордена, чего от него ждали, и с помощью договоров пытался отсрочить это решение.
В 1764 году Климент XIII осудил труд епископа Иоганна Николая фон Гонтгейма, пользовавшегося псевдонимом Юстин Феброний, в котором содержалась критика верховенства римского епископа. Это была новая версия старой доктрины конциляризма. Фебронианизм завоевал много сторонников в Германской империи и в Австрии.
Известен как противник эпохи Просвещения. Включил в Индекс запрещённых книг Энциклопедию Дидро и Д’Аламбера.

## Смерть
Климент XIII умер в ночь на 2 февраля 1769 года в Риме от инсульта. Он был похоронен 8 февраля в Ватикане, 27 сентября 1774 года его останки были перенесены в гробницу в Ватикане, которую скульптор Антонио Канова изготовил по просьбе сенатора Аббондио Реццонико, племянника покойного понтифика.